# 2010년 대한민국의 영화
다음은 2010년에 대한민국의 영화에 관한 서술한다.

## 박스 오피스
2010년 대한민국 내에서 개봉한 영화를 대상으로 한 대한민국 박스오피스 순위이다.
| 순위 | 제목           | 개봉일자         | 매출액 (원)    | 관객수 (명) | 비고 |
| ---- | -------------- | ---------------- | -------------- | ----------- | ---- |
| 1    | 《아바타》     | 2009년 12월 17일 | 81,455,728,000 | 8,151,952   |      |
| 2    | 《국가대표》   | 8월 4일          | 47,101,332,000 | 6,178,248   |      |
| 3    | 《인셉션》     | 7월 21일         | 43,394,990,000 | 5,827,444   |      |
| 4    | 《의형제》     | 2월 4일          | 40,153,729,000 | 5,416,812   |      |
| 5    | 《아이언맨 2》 | 4월 29일         | 32,635,195,500 | 4,425,003   |      |
| 6    | 《전우치》     | 2009년 12월 23일 | 26,345,113,000 | 3,611,472   |      |
| 7    | 《이끼》       | 7월 14일         | 25,437,300,500 | 3,350,303   |      |
| 8    | 《포화속으로》 | 6월 16일         | 23,851,958,600 | 3,330,324   |      |
| 9    | 《하모니》     | 1월 28일         | 21,641,750,000 | 3,018,131   |      |
| 10   | 《방자전》     | 6월 2일          | 22,490,024,000 | 2,985,483   |      |

## 이벤트 및 수상

### 1분기
- 제2회 올해의 영화상

### 2분기
- 제46회 백상예술대상
- 제11회 전주국제영화제

### 3분기
- 제15회 부천국제판타스틱영화제
- 제18회 이천춘사대상영화제

### 4분기
- 제15회 부산국제영화제
- 제19회 부일영화상
- 제47회 대종상 영화제
- 제30회 한국영화평론가협회상
- 제31회 청룡영화상
- 제7회 제주영화제
- 제11회 부산영화평론가협회상
- 제11회 올해의 여성영화인상
- 제13회 올해의 독립영화상
- 제11회 디렉터스 컷 시상식
- 제8회 대한민국 영화대상
- 송년호 발행 : 씨네21 영화상

## 같이 보기
- 2010년 영화
- 대한민국의 영화